# Cine de Burkina Faso
El cine de Burkina Faso es uno de los cines más significativos de África, tiene una historia de muchas décadas de filmografía y ha producido muchas películas que han recibido premios.

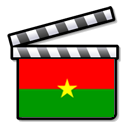
Imagen ilustrativa de una claqueta con la bandera de Burkina Faso.

## Historia
El cine de Burkina Faso es una parte importante de la historia de la industria fílmica de África postcolonial. La contribución del cine burkinabés al cine africano comenzó con la creación del festival de cine FESPACO que empezó como Semana del Cine en 1969 y que obtuvo apoyo gubernamental y estructura permanente en 1972. Es el Festival de cine más importante del África Subsahariana. 
Además, Burkina Faso también es uno de los principales países africanos productores de filmes. La mayoría de los directores burkinabesos tienen reconocimiento internacional y han ganado galardones en festivales internacionales. Uagadugú, la capital del país también, fue durante muchos años la sede de la Federación Panafricana de Directores (FEPAC), que en la actualidad tiene el secretariado en Sudáfrica. Entre 1977 y 1987 hubo en Burkina Faso el Instituto de educación cinematográfica de Uagadugú (INAFEC). 
A finales de la década de 1990, comenzaron a proliferar compañías de producción locales. En 2002 existían más de veinte y cinco pequeñas compañías productoras. 

## Principales directores
Los directores más conocidos de Burkina Faso son Mamadou Djim Kola, Gaston Kaboré, Kollo Daniel Sanou, Paul Zoumbara, Emmanuel Kalifa Sanon, S. Pierre Yameogo, Idrissa Ouédraogo, Drissa Toure, Dani Kouyaté y Fanta Régina Nacro.

Burkina Faso también produce series de televisión populares como Bobodjiouf.

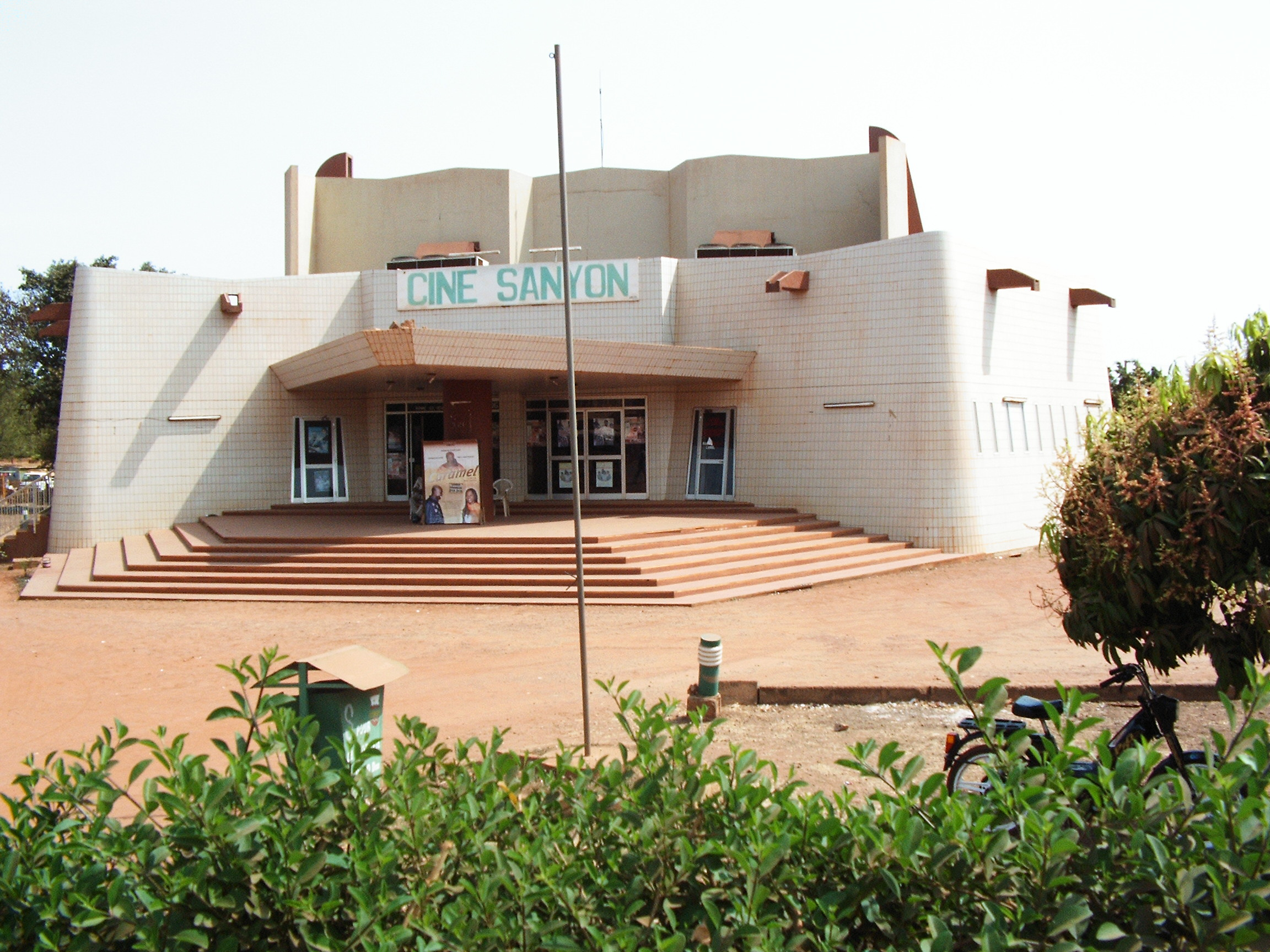
Una sala de cine en Bobo-Dioulasso.

## Distribución
La mayoría de los filmes burkinabesos han encontrado distribución en la Europa francófona y muchos han recibido ayudas del Ministerio francés de cooperación. Aunque estos filmes han recibido reconocimiento y premios en Europa, son poco conocidos en el continente africano fuera de los círculos académicos.